# カンビアーノ
カンビアーノ（伊: Cambiano）は、イタリア共和国ピエモンテ州トリノ県にある基礎自治体（コムーネ）。

## 地理

### 位置・広がり

#### 隣接コムーネ
隣接するコムーネは以下の通り。
- キエーリ
- モンカリエーリ
- ペチェット・トリネーゼ
- ピーノ・トリネーゼ
- サンテナ
- トロファレッロ
- ヴィッラステッローネ

## 姉妹都市
- アクイローニア、イタリア
- モンテヴェルデ、イタリア